# OMG！阿妈有喜
《OMG！阿妈有喜》（英語：OMG! Mom's Good News）是一部2025年马来西亚贺岁亲情喜剧片，袁咏仪、陈峰、黄洁琪、刘界辉、童缤毓。
本片是2025年17部贺岁马新港电影的其中一部，其他分别是《半斤百两》（马来西亚）、《新年奇迹号》（马来西亚）、《做个有钱人》（马来西亚）、《关你茶室》（马来西亚）、《哈哈哈新年喜戏》（马来西亚）、《REDEMPTION守护者》（马来西亚）、《AI拼才会赢》（新加坡）、《被逼英雄》（新加坡）、《麻雀女王追男仔》（香港）、《临时决斗》（香港）、《祥赌必赢》（香港）。

## 制作
电影于2024年7月11日于吉隆坡开镜，预计耗时1个月完成，并会在2025年的贺岁档于全国电影院上映。本片是袁咏仪首次拍马来西亚电影，袁咏仪表示吸引她的都是剧本，因为我不认识大家，所以都是看课题和剧本，我一直很想拍这种没有区域性的主题，尤其是到了我这个年纪，生育问题也是大家关注的。问到是不是友情价，她直率笑答：没有友情价，因为我和大家还没有友情，我是被他们的剧本、诚意打动，片酬也满足到我，其实可以讲钱，但现阶段我偏向想要一个好作品。